# خوسيه إغناثيو كارديناس
خوسيه إغناثيو كارديناس (بالإسبانية: José Ignacio Cárdenas)‏ هو دبلوماسي وسياسي فنزويلي، ولد في 1874 في فنزويلا، وتوفي في 13 سبتمبر 1949 في بوينس آيرس في الأرجنتين.